# Contarinia plumosi
Contarinia plumosi är en tvåvingeart som beskrevs av Harris 1979. Contarinia plumosi ingår i släktet Contarinia och familjen gallmyggor. Inga underarter finns listade i Catalogue of Life.